# Ryszard Deperasiński
Ryszard Deperasiński (ur. 1909 w Radomiu, zm. 1986) – polski dyplomata i działacz komunistyczny, chargé d’affaires ambasad PRL w Korei Północnej (1951–1952), Algierii (1962) i Tunezji (1966–1967).

## Życiorys
Syn Stanisława. Jego brat Mieczysław Deperasiński był działaczem komunistycznym i do 2017 patronem jednej z radomskich ulic. W 1930 ukończył Państwową Średnią Szkołę Techniczna Kolejową w Radomiu, a następnie pracował w zakładach przemysłowych w tym mieście. Działał w Komunistycznym Związku Młodzieży Polski i Komunistycznej Partii Polski. W 1932 skazany za działalność antypaństwową. W 1937 nielegalnie wyjechał do Francji, gdzie działał w środowiskach lewicowych i trafił do obozu pracy. W 1946 powrócił do Polski, pracował w aparacie Komitetu Centralnego Polskiej Partii Robotniczej. W 1950 skierowany do pracy w ambasadzie w Chińskiej Republice Ludowej, następnie ambasadzie w Korei Północnej. Później przebywał na placówkach w Maroku, Algierii i Tunezji. Tymczasowo kierował ambasadami w Pjongjangu (marzec 1951–20 kwietnia 1952), Algierze (21 sierpnia–29 listopada 1962) oraz Tunisie (1966–sierpień 1967). W latach 50. działacz i sekretarz Polskiego Komitetu Obrońców Pokoju. W późniejszym okresie przeszedł na rentę, zajmował się opracowywaniem historii radomskich struktur KPP. Autor haseł w Słowniku biograficznym działaczy polskiego ruchu robotniczego.

## Odznaczenia
W 1952 odznaczony Krzyżem Kawalerskim Orderu Odrodzenia Polski na wniosek Ministra Spraw Zagranicznych.